# Noisy-sur-École
Noisy-sur-École település Franciaországban, Seine-et-Marne megyében. Lakosainak száma 1822 fő (2022. január 1.). Noisy-sur-École Milly-la-Forêt, Le Vaudoué, Achères-la-Forêt, Arbonne-la-Forêt, Fontainebleau, Tousson és Oncy-sur-École községekkel határos.

## Népesség
A település népességének változása:
| Lakosok száma | 1909 | 1847 | 1910 | 1832 | 1829 | 1827 | 1829 | 1822 | 1822 |
|               | 2013 | 2015 | 2016 | 2017 | 2018 | 2019 | 2020 | 2021 | 2022 |